# Crinala
Crinala là một chi bướm đêm thuộc họ Noctuidae.

## Các loài
- Crinala mimetica Rothschild, 1896